# Bellanca Aircraft Company

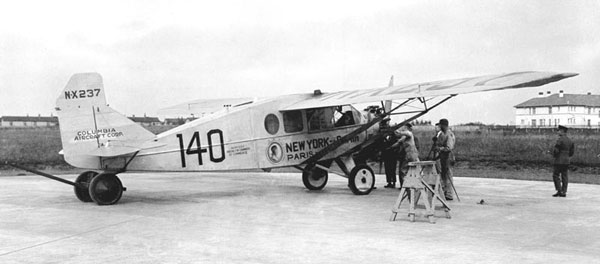
Bellanca WB-2 "Columbia"

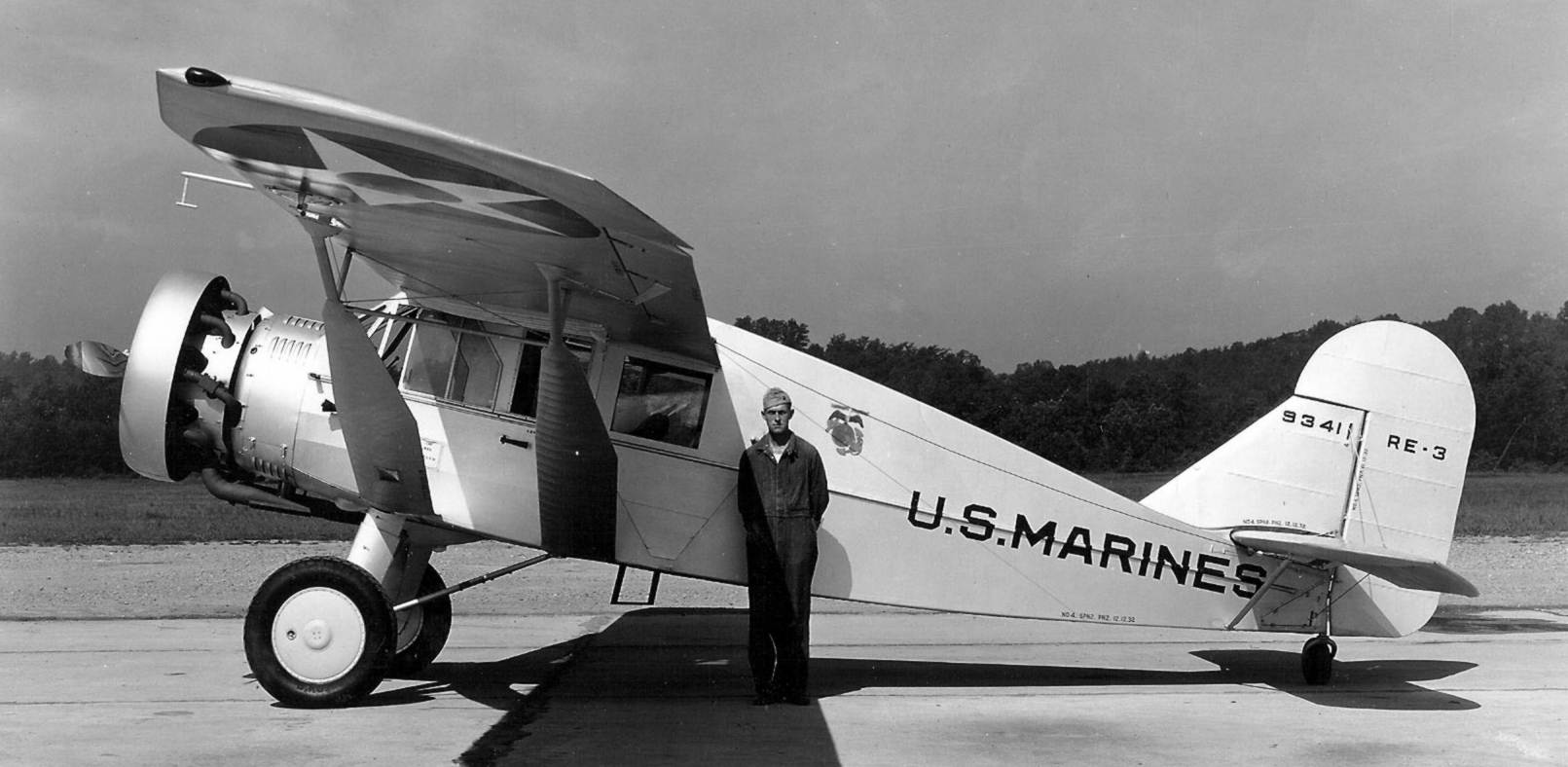
Bellanca CH-400 Skyrocket/XRE-3

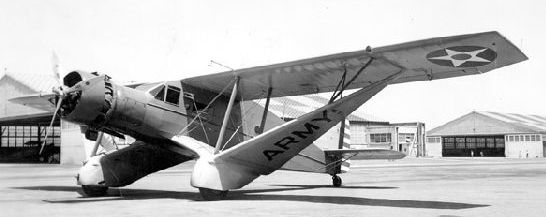
Bellanca C-27C Airbus

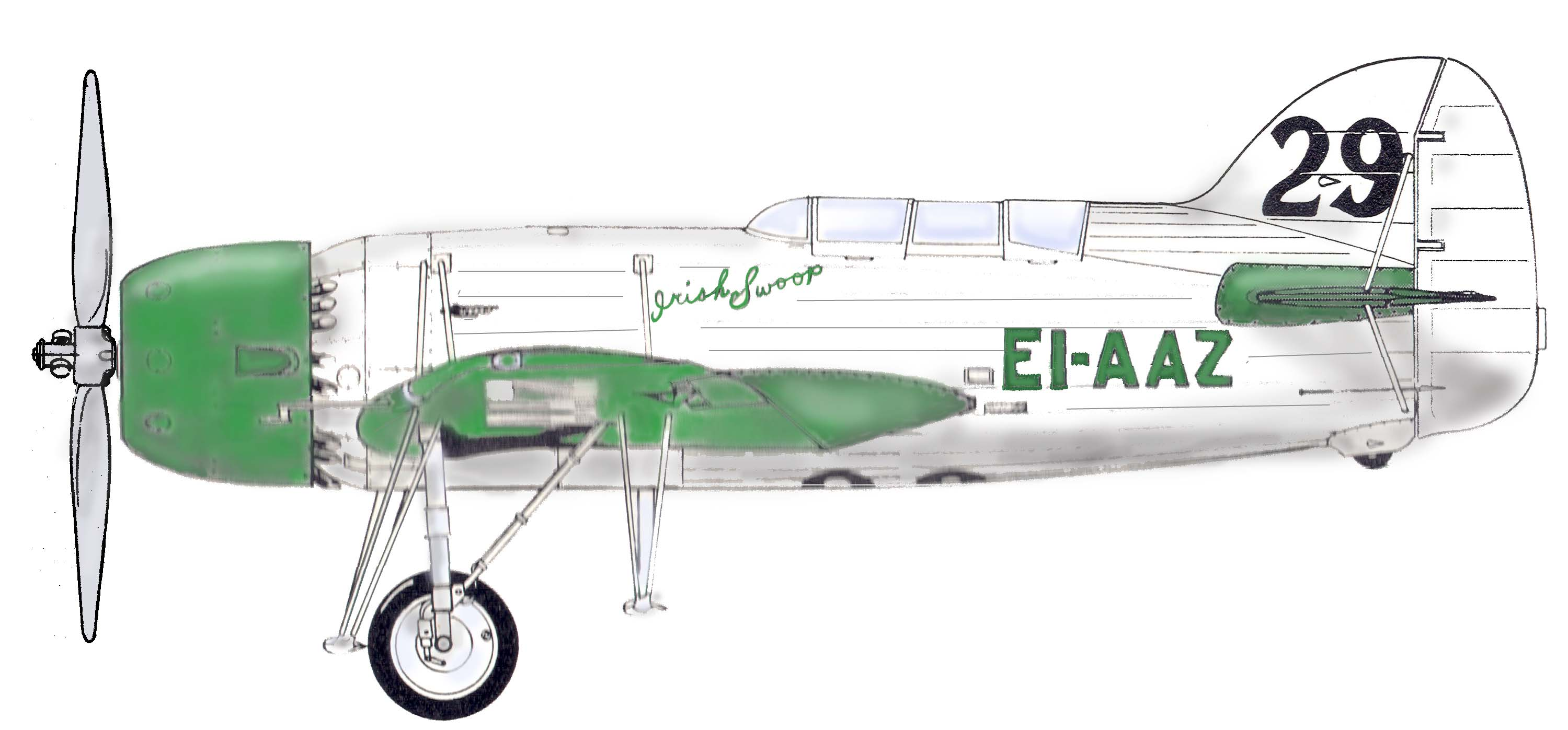
Bellanca 28-70 racevliegtuig Irish Swoop

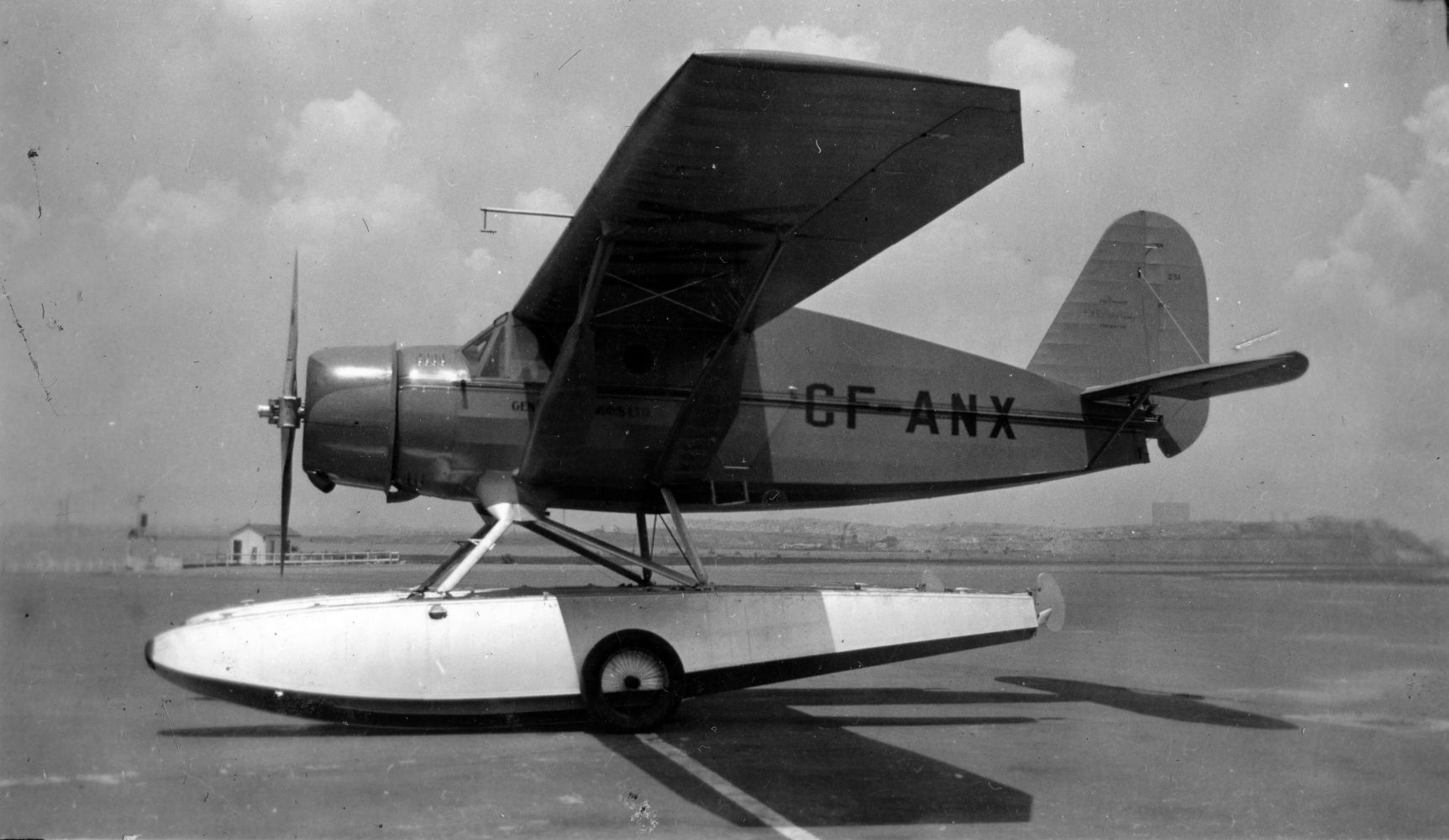
Bellanca 31-42 Senior Pacemaker

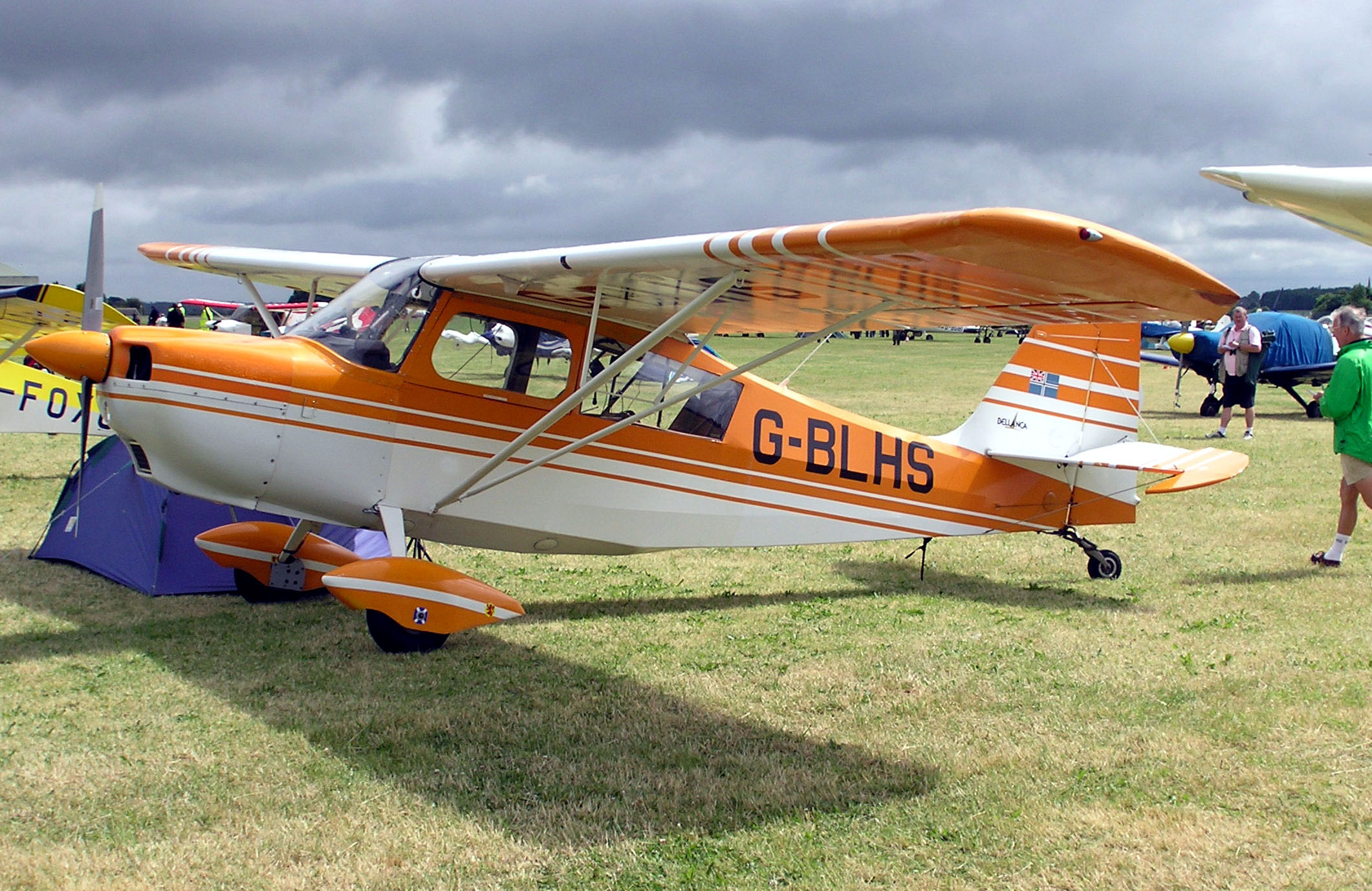
Bellanca Citabria 7ECA

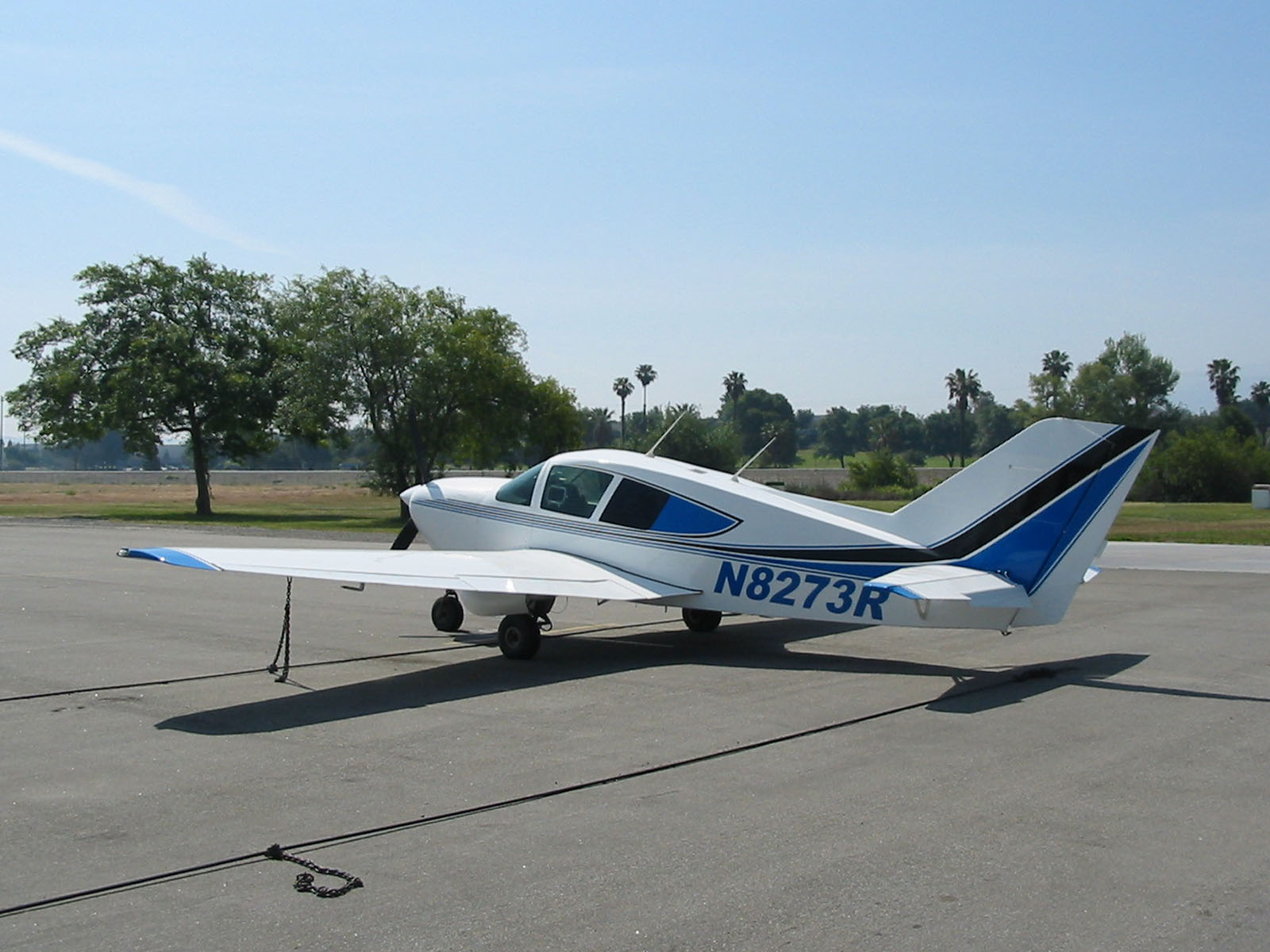
Bellanca 17-30A Super Viking

 Bellanca Aircraft Company , vanaf 1983 AviaBellanca Aircraft Corporation geheten, is een Amerikaanse fabrikant van vliegtuigen voor transport en personenvervoer. De firma werd in 1927 opgericht door Giuseppe Mario Bellanca na diverse samenwerkingen met andere bedrijven, waaronder Wright Aeronautical.
Vliegtuigconstructeur Giuseppe Bellanca kwam in 1911 vanuit Italië naar Amerika waar hij voor diverse bedrijven vliegtuigen ontwierp. In 1927 startte hij zijn eigen Bellanca Aircraft Company. In de jaren 1920 en 1930 stonden de Bellanca vliegtuigen bekend om hun goede vliegprestaties gekoppeld aan lage onderhoudskosten. De Bellanca WB-2 was favoriet bij Charles Lindbergh voor zijn historische solovlucht van New York naar Parijs. Maar de wens van Bellanca om zelf de bemanning te selecteren dreef Lindberg uiteindelijk naar de firma Ryan.
Vanaf 2021 werd het bedrijf omgedoopt tot Bellanca Aircraft en levert het de onderdelen voor de historische Bellanca Cruisair en Bellanca Viking sportvliegtuigen.

## Vliegtuigen
| Model naam                    | Eerste vlucht | Aantal gebouwd | Type                                         |
| ----------------------------- | ------------- | -------------- | -------------------------------------------- |
| Wright-Bellanca WB-1          | 1925          | 1              | Eenmotorig hoogdekker cabinevliegtuig        |
| Wright-Bellanca WB-2          | 1926          | 1              | Eenmotorig hoogdekker cabinevliegtuig        |
| CH-200 Pacemaker              | 1928          | 2              | Eenmotorig hoogdekker cabinevliegtuig        |
| Model K                       | 1928          | 1              | Eenmotorig hoogdekker cabinevliegtuig        |
| Model P series, C-27 Airbus   | 1928          | 25-30          | Eenmotorig hoogdekker transportvliegtuig     |
| Model J                       | 1929          | 4              | Eenmotorig hoogdekker cabinevliegtuig        |
| CH-300 Pacemaker              | 1929          | ~35            | Eenmotorig hoogdekker cabinevliegtuig        |
| TES Tandem Blue Streak        | 1929          | 1              | Tweemotorig duurrecord sesquiplane           |
| CH-400 Skyrocket              | 1930          | 32             | Eenmotorig hoogdekker cabinevliegtuig        |
| 66-67 Aircruiser family       | 1930          | 23             | Eenmotorig hoogdekker vliegtuig              |
| J-300/J-3-500                 | 1931          | 5              | Eenmotorig hoogdekker verkenningsvliegtuig   |
| XSE-1 & XSE-2                 | 1932          | 1              | Eenmotorig hoogdekker verkenningsvliegtuig   |
| Model D Skyrocket/XRE-3       | 1932          | 7              | Eenmotorig hoogdekker vliegtuig              |
| Model E Pacemaker             | 1932          | 7              | Eenmotorig hoogdekker vliegtuig              |
| Model F-1, F-2 Skyrocket      | 1933          | 2              | Hoogdekker eenmotorig cabinevliegtuig        |
| 28-70 Irish Swoop             | 1934          | 1              | Eenmotorige MacRobertson Air Race laagdekker |
| Model F Skyrocket             | 1934          | 3              | Eenmotorig hoogdekker vliegtuig              |
| 77-140                        | 1934          | 1              | Tweemotorige bommenwerper                    |
| 77-320 Junior                 | 1934          | 4              | Tweemotorige bommenwerper                    |
| 31-40 Senior Pacemaker family | 1935          | 10             | Eenmotorig hoogdekker vliegtuig              |
| 31-50 Senior Skyrocket family | 1935          | 10~            | Single engine cabin monoplane                |
| XSOE-1                        | 1936          | 1              | Eenmotorig dubbeldekker watervliegtuig       |
| 28-90 Flash                   | 1937          | 43             | Eenmotorige militaire laagdekker             |
| 14-7 Cruisair Junior          | 1937          | 1              | Eenmotorig laagdekker sportvliegtuig         |
| 17-20                         | 1937          | 0              | Cabinevliegtuig                              |
| 28-92                         | 1938          | 1              | Driemotorig racevliegtuig                    |
| 14-9 Cruisair                 | 1939          | 44             | Eenmotorig laagdekker sportvliegtuig         |
| 14-14/T14-14 Cruisair         | 1940          | 1              | Lesvliegtuig gebaseerd op de Cruisair        |
| YO-50                         | 1940          | 3              | Eenmotorig hoogdekker verkenningsvliegtuig   |
| 14-13 Cruisair Senior         | 1945          | ~600           | Eenmotorig laagdekker sportvliegtuig         |
| 14-19 Cruisemaster            | 1949          | 203            | Eenmotorig laagdekker sportvliegtuig         |
| Citabria                      | 1964          |                | Eenmotorig hoogdekker cabinevliegtuig        |
| 17-30 Viking                  | 1967          | 1356           | Eenmotorig laagdekker sportvliegtuig         |
| Decathlon                     | 1970          |                | Eenmotorig laagdekker sportvliegtuig         |
| Champ                         | 1971          |                | Eenmotorig laagdekker sportvliegtuig         |
| T-250 Aries                   | 1973          | 5              | Eenmotorig laagdekker sportvliegtuig         |
| Scout                         | 1974          | 500+           | Eenmotorig hoogdekker cabinevliegtuig        |
| 19-25 Skyrocket II            | 1975          | 1              | Eenmotorig laagdekker sportvliegtuig         |